# Municipio de Tappen
El municipio de Tappen (en inglés: Tappen Township) es un municipio ubicado en el condado de Kidder en el estado estadounidense de Dakota del Norte. En el año 2010 tenía una población de 91 habitantes y una densidad poblacional de 1,01 personas por km².

## Geografía
El municipio de Tappen se encuentra ubicado en las coordenadas 46°50′28″N 99°38′51″O / 46.84111, -99.64750. Según la Oficina del Censo de los Estados Unidos, el municipio tiene una superficie total de 90.43 km², de la cual 89,81 km² corresponden a tierra firme y (0,68 %) 0,61 km² es agua.

## Demografía
Según el censo de 2010, había 91 personas residiendo en el municipio de Tappen. La densidad de población era de 1,01 hab./km². De los 91 habitantes, el municipio de Tappen estaba compuesto por el 100 % blancos. Del total de la población el 0 % eran hispanos o latinos de cualquier raza.